# Sazka Tour
O Sazka Tour, anteriormente Tour da República Checa, é uma competição de ciclismo profissional por etapas que se disputa na República Checa.
Criou-se em 2010 como corrida amador. Um ano depois ascendeu ao UCI Europe Tour, dentro a categoria 2.2. A partir do ano 2015 faz parte da categoria 2.1.
Sempre tem tido 4 etapas (3 + prólogo em sua primeira edição), a maioria delas com início e final em Olomouc onde finaliza a prova.

## Palmarés
| Ano                   | Vencedor          | Segundo                    | Terceiro            |
| --------------------- | ----------------- | -------------------------- | ------------------- |
| edições amador        |                   |                            |                     |
| 2010                  | Leopold König     | Tomáš Bucháček             | Milan Kadlec        |
| edições profissionais |                   |                            |                     |
| 2011                  | Stanislav Kozubek | Dariusz Baranowski         | Jiří Hudeček        |
| 2012                  | František Padour  | Pavel Kochetkov            | Sven Van Luijk      |
| 2013                  | Leopold König     | Kristian Haugaard          | Sven Van Luijk      |
| 2014                  | Martin Mortensen  | Nicolas Baldo              | Maroš Kováč         |
| 2015                  | Petr Vakoč        | Jan Bárta                  | Zdeněk Štybar       |
| 2016                  | Diego Ulissi      | Sebastian Langeveld        | Davide Rebellin     |
| 2017                  | Josef Černý       | Jan Bárta                  | Jan Tratnik         |
| 2018                  | Riccardo Zoidl    | Andreas Schillinger        | Aleksejs Saramotins |
| 2019                  | Daryl Impey       | Lucas Hamilton             | Michael Kukrle      |
| 2020                  | Damien Howson     | Jack Bauer                 | Markus Hoelgaard    |
| 2021                  | Filippo Zana      | Tobias Halland Johannessen | Rein Taaramäe       |
| 2022                  | Lorenzo Rota      | Anthon Charmig             | Kevin Colleoni      |
| 2023                  | Florian Lipowitz  | Ben Zwiehoff               | Jakub Otruba        |
| 2024                  | Marc Hirschi      | Diego Ulissi               | Sergio Higuita      |

## Palmarés por países
| País          | Vitórias |
| ------------- | -------- |
| Chéquia       | 6        |
| Itália        | 2        |
| Dinamarca     | 1        |
| Áustria       | 1        |
| África do Sul | 1        |
| Austrália     | 1        |